# Tracheo-ösophageale Fistel
Eine Tracheo-ösophageale Fistel, englisch Tracheo-Esophageal Fistula, (TEF), ist eine relativ häufige angeborene oder erworbene abnormale Fistel-Verbindung zwischen Trachea und Ösophagus.

## Ursache und Verbreitung
Fisteln können  als Komplikation nach Operationen oder durch infiltratives Wachstum maligner Tumoren entstehen.  Diese sind selten (etwa 0,5 % nach Tracheostomie, etwa 4,5 % bei malignen Ösophagustumoren und  0,3 % bei primären Lungentumoren).
Auf diese erworbenen Formen, die je nach Ursache in Lokalisation und Symptomatik sehr unterschiedlich sein können, wird im Folgenden nicht mehr eingegangen.
In der überwiegenden Zahl handelt es sich um angeborene Fisteln bei einer Fehlbildung von Speise- und Luftröhre. Sie finden sich bei 1 von 2'000–4'000 Lebendgeburten, zusätzliche Fehlbildungen liegen in 17–70 % der Patienten vor. Bei etwa 6 %  findet sich auch ein Larynxspalt.
Isolierte Fisteln treten bei 1 zu 80'000 Geburten auf.

## Einteilung
Je nach anatomischem Verlauf dieser Fistelverbindung können unterschieden werden: (vgl. auch Einteilung der Ösophagusatresie nach Vogt)
- Ösophagotracheale Fistel vom oberen Blindsack einer Ösophagusatresie in die Trachea mit ständigem Verschlucken von Speichel und sofortiger Aspiration beim Trinken
- H-Fistel zwischen Ösophagus und Trachea mit normaler Passage durch die Speiseröhre, angeborene isolierte Fistel, und – je nach Weite der Fistel – häufiger oder seltener Aspiration bei Trinken
- Tracheo-Ösophageale Fistel vom Trachealsystem in den unteren Blindsack einer Ösophagusatresie mit Reflux von Mageninhalt und schwersten Symptomen.

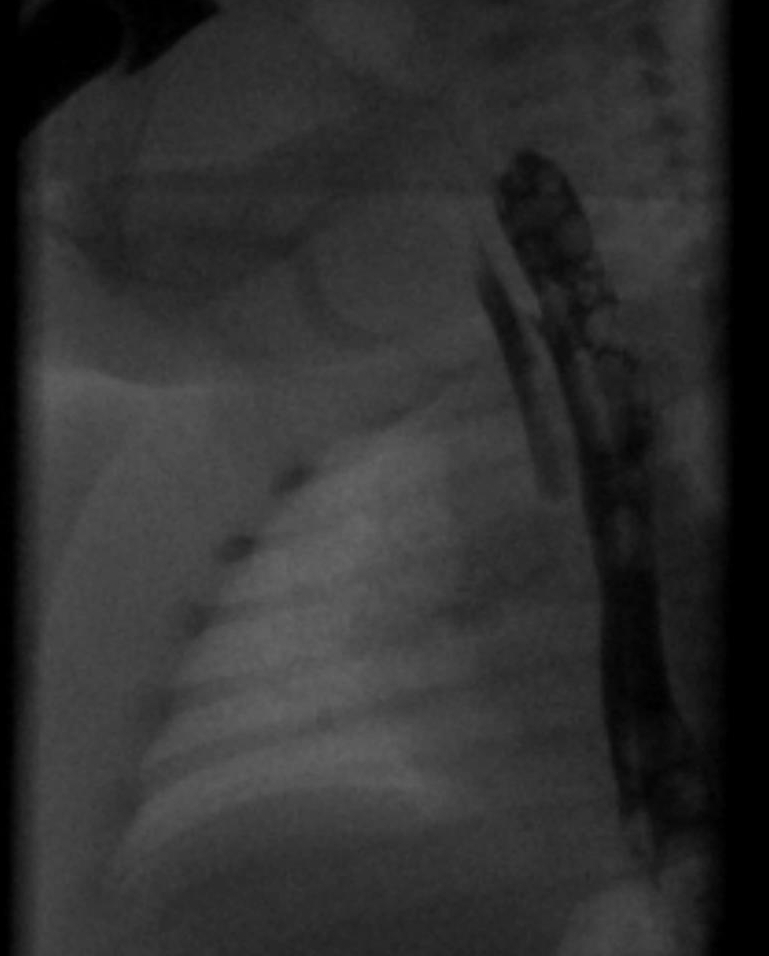
Rö-KM-Darstellung einer tracheo-ösophagealen Fistel bei einem Neugeborenen

## Klinische Erscheinungen
Liegt eine Ösophagusatresie vor, so bestimmt diese die klinische Symptomatik.
Handelt es sich dagegen um eine isolierte Fistel, gilt die Kombination von Hustenattacken, chronisch rezidivierende Aspirationspneumonie und Meteorismus als wegweisend.
Weitere klinische Hinweise auf eine Fistel sind:
- Trinkverweigerung
- Blau-werden beim Trinkversuch
- Rezidivierende Aspirationen
- Oberlappenatelektase

## Diagnose
H-Fisteln verlaufen von der Trachea vorwiegend in Höhe von HWK 6 bis BWK 2 und liegen deutlich höher als die Fisteln bei einer Ösophagusatresie und verläuft von der Vorderwand des Ösophagus jeweils schräg nach kranial zur Luftröhre.
Der Nachweis erfolgt durch Röntgenaufnahmen während einer Durchleuchtung mittels Kontrastmitteluntersuchung (Ösophagusbreischluck) über eine Sonde in der Speiseröhre.

## Therapie
Die Behandlung besteht in der operativen Unterbindung bzw. Resektion der Fistel und ggf. Behandlung der Ösophagusatresie.

## Vorkommen bei Syndromen
Bei folgenden Syndromen finden sich derartige Fisteln:
- Feingold-Syndrom (Synonyme: Brunner-Winter-Syndrom; FGLDS; FS; Fingeranomalien – kurze Lidspalten – Ösophagus- oder Duodenalatresie; MMT; MODED-Syndrom; Mikrozephalie – Intelligenzminderung – Tracheo-Ösophageal-Fistel; Mikrozephalie – Okulo-Digito-Oesophago-duodenal-Syndrom; Mikrozephalie-Fingeranomalien-normale Intelligenz-Syndrom; ODED-Syndrom; Okulo-Digito-Oesophago-Duodenal-Syndrom)[6]
- VACTERL-Assoziation
- Beta-Blocker-Embryopathie

## Geschichte
Die erste Beschreibung einer TEF bei einer Ösophagusatresie erfolgte bereits im Jahre 1697 durch Thomas Gibson.
Die erste erfolgreiche Operation einer Ösophagusatresie mit Fistel erfolgt im Jahre 1943 durch den Chirurgen C. Haight.